# Procedura odprawy czasowej
Procedura odprawy czasowej daje możliwość  skorzystania z towarów Unii Europejskiej, które zostały przeznaczone do powrotnego wywozu. Procedura ta nie pozwala na obróbkę, przetwarzanie ani zużycie tych towarów. Wobec towarów, które zostały objęte procedurą odprawy czasowej nie stosuje się środków polityki handlowej ani nie pobiera się należności przywozowych ani innych podatków akcyzowych. Podatek obrotowy w przywozie jest zawieszony tylko w przypadku całkowitego zwolnienia z należności celnych.
Jeżeli towary  nie są konkurencyjne dla towarów wyprodukowanych w UE lub o ile porozumienia międzynarodowe to przewidują, udzielane jest pozwolenie na stosowanie odprawy czasowej z całkowitym zwolnieniem z należności przywozowych.
Jeżeli nie zostały spełnione warunki dla udzielenia pozwolenia na odprawę czasową z całkowitym zwolnieniem z należności przywozowych, wtedy dokonuje się poboru należności celnych w wysokości 3% od kwoty, która miałaby zostać uiszczona za te towary, gdyby zostały dopuszczone do obrotu.
Procedura odprawy czasowej umożliwia:
- czasowy przywóz towarów niewspólnotowych przeznaczonych do powrotnego wywozu, z całkowitym lub częściowym zwolnieniem od należności celnych przywozowych,

- jako procedura zawieszająca wyklucza możliwość stosowania środków polityki handlowej wobec towarów nią objętych,

- towary mogą jedynie podlegać zwykłemu zużyciu wynikającemu z używania towarów (np. jeżeli osoba dokonująca czasowego przywozu będzie zamierzała dokonać na przykład naprawy przywiezionego towaru, to wtedy właściwym przeznaczeniem celnym będzie procedura uszlachetniania czynnego,

- Organy celne wyznaczają termin, w którym przywożone towary muszą zostać powrotnie wywiezione, lub w którym muszą otrzymać nowe przeznaczenie celne. Termin ten musi być wystarczająco długi, aby został osiągnięty cel, jakim jest dopuszczone wykorzystanie,

- Zasadniczo maksymalny okres przez jaki towary mogą być objęte procedurą odprawy czasowej wynosi 24 miesiące. Organy celne mogą wyznaczyć, w porozumieniu z zainteresowaną osobą, termin krótszy lub dłuższy

Procedura odprawy czasowej występuje w dwóch odmianach:
- całkowite zwolnienie z należności celnych przywozowych

- częściowe zwolnienie od należności celnych przywozowych